# Via Dolorosa
La Via Dolorosa è una strada di Gerusalemme che, secondo la tradizione, corrisponde al percorso lungo il quale Gesù, portando la croce, fu condotto al luogo della sua crocifissione.
Essa parte dalla Chiesa della Flagellazione, vicino al lato settentrionale della Spianata delle moschee (l'antico Tempio di Gerusalemme) e al luogo in cui sorgeva anticamente la Torre Antonia, dove Gesù fu giudicato e condannato a morte da Ponzio Pilato; e con un percorso, per la gran parte in salita, di poco meno di un chilometro in direzione ovest raggiunge la Basilica del Santo Sepolcro, che ingloba il Calvario e il sepolcro di Gesù.
La Via Dolorosa si trova oggi interamente all'interno delle mura della città Vecchia di Gerusalemme; al tempo di Gesù, invece, la cinta muraria seguiva un percorso più meridionale, ed essa terminava al di fuori della città (le esecuzioni capitali si svolgevano sempre all'esterno dei luoghi abitati).

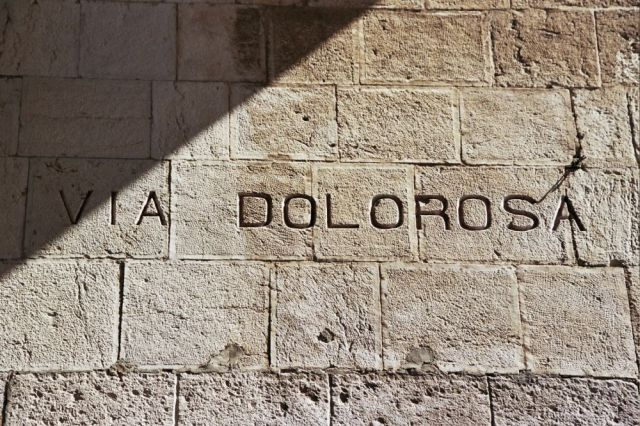
Scritta presente su un muro della via

Lungo il percorso si trovano numerose cappelle che corrispondono alle tradizionali stazioni della Via Crucis. Ogni venerdì pomeriggio si svolge una processione che celebra il rito della Via Crucis con grande concorso di pellegrini.